# Урочище «Демидівська долина»
Уро́чище «Деми́дівська доли́на» — гідрологічний заказник місцевого значення.
Охороняється ділянка водно-болотних угідь з місцем гніздування навколоводних птахів.

## Опис
За фізико-географічним районуванням України (1968 р.) територія заказника належить до Крижопільського району області Подільського Побужжя Волино-Подільської височини Дністровсько-Дніпровської лісостепової зони. За геоботанічним районуванням України (1978 р.) територія належить до Могилів-Подільсько-Бершадського району геоботанічного округу дубово-грабових та дубових лісів Південної підпровінції Правобережної провінції Європейської широколистяної області.
Для цієї території характерні хвилясті лесові рівнини з фрагментами дубово-грабових лісів на опідзолених, реградованих та типових вилугованих і карбонатних чорноземних ґрунтах та височинні сильно еродовані рівнини з переважанням схилових земель та фрагментами лісів з дубу скельного та грабу на опідзолених та чорноземних змитих ґрунтах та заплави річок з різнотравно-злаково-осоковими луками, тобто з геоморфологічної точки зору описувана територія являє собою Жмеринську слабо розчленовану лесову рівнину.
В геологічному відношенні територія належить до фундаменту Українського кристалічного щита, складеного архейськими і ранньопротерозойськими гранітами та гнейсами. Осадові відклади, що перекривають кристалічний фундамент, представлені сіро-зеленими та жовтими глинами неогенового періоду.
Клімат території помірно континентальний. Для нього характерне тривале нежарке літо і порівняно недовга, м'яка зима. Середня температура січня становить —6 °C, а липня +19 °C. Річна кількість опадів — понад 170 мм.
Територія розташована в долині річки Берладинка і є невід'ємною частиною екомережі, що має на меті відтворення та збереження екосистем. Річкові долини відіграють важливу функціональну роль в біосфері як регуляторні системи та шляхи міграції видів.
Рослинний покрив території представлений дубом, грабом та шипшиною. Різнотрав'я представлене такими рослинами: мишій сизий, стоколос, житняк гребінчастий, вівсюг звичайний, деревій дрібноквітковий, суданська трава, мати-й-мачуха, сизий полин, волошка польова, ромашка біла, барвінок малий та зозулинець плямистий, занесений до Червоної книги України.
Значні площі у заплаві зайняті угрупованнями остепнених луків з домінуванням костриці валійської, тонконога вузьколистого, ромашки білої. В травостої також беруть участь жовтець багатоквітковий, подорожник ланцетовидний, деревій звичайний, лядвинець рогатий, конюшина повзуча тощо. На схилах долини поширені степові угруповання з фрагментами рудеральних ценозів, формування яких зумовлені зсувами ґрунту на крутих схилах. У складі степових ценозів домінує костриця валійська, зустрічається вероніка сива, тонконіг гребінчастий, осока рання. На гранітних відслоненнях ростуть очиток шестирядний, віскарія клейка, чебрець Маршаллів. В заплаві річки зростають очерет, осока, рогіз. З водоплавних птахів гніздяться качка, водяна курочка, чирок.
За критерієм збереженості рослинного покриву, типовістю до регіону дана територія має високий рекреаційний, природоохоронний, освітній та історико-культурний потенціал.